# Whisky train
Whisky train is een lied van Procol Harum. Het handelt over een poging om van de alcoholische dranken af te komen; de hoofdpersoon wil een vriendin die hem onder druk zet: hij de deur uit of de alcohol ("I’m gonna find a girl to make me choose between loving her and drinking booze").
Het was het eerste nummer dat muziekproducent Chris Thomas opnam met de band in de Abbey Road Studios. Thomas had gehoord dat de band bijna bankroet was door een slechte deal in de Verenigde Staten en probeerde op de opnamen zuinig aan te doen door slechts twee sporen te gebruiken. Bovendien was Thomas net onafhankelijk producent geworden. Eigenlijk was niemand erachter gekomen, ware het niet dat de gitarist Robin Trower aan Thomas vroeg om zijn gitaarpartij naar voren te halen. Thomas moest antwoorden dat dat niet mogelijk was vanwege de manier van opnemen. Hij kreeg te horen dat de rest van het album dus wel op acht sporen opgenomen moest worden. Er werd verder niet gesleuteld aan Whisky train, het is bij de eerste opname van het nummer gebleven.
Whisky train werd voor de Amerikaanse markt op single uitgebracht onder de Amerikaanse spelling Whiskey train. Op de B-kant werd About to die geperst. Beide nummers waren geschreven door Trower en tekstschrijver Keith Reid. A&M Records haalde er geen voordeel uit; het plaatje haalde de hitparade niet.
Er zouden enkele covers komen van Whiskey train. About to die zong zanger Gary Brooker toen hij deel uitmaakte van de All-Starband van Ringo Starr.